# Скураты (Гродненская область)
Скураты (бел. Скураты) — деревня в Волковысском районе Гродненской области Беларуси. Входит в состав Субочского сельсовета.

## География
Деревня находится в юго-западной части Гродненской области, на левом берегу реки Россь, при автодороге Н-7004, на расстоянии приблизительно 3 километров (по прямой) к северу от города Волковыск, административного центра района. Абсолютная высота — 136 метров над уровнем моря. Площадь населённого пункта — 0,1796 км².

## История
По состоянию на 1905 год, в Скуратах проживало 210 человек. В административном отношении деревня входила в состав Бискупицкой волости Волковысского уезда Гродненской губернии.
Согласно Рижскому мирному договору (1921), деревня вошла в состав Второй Польской республики. Входила в состав гмины Рось Волковысского повета Белостокского воеводства. В 1921 году числилось 92 жителя, проживавших в 21 доме. В этническом составе населения того периода поляки составляли 100 %. В конфессиональном составе православные христиане составляли 100 % населения деревни.
С 1939 года в БССР.

## Население
По данным переписи 2019 года, в деревне проживал 21 человек.
| Год  | Население, человек |
| ---- | ------------------ |
| 1905 | 210                |
| 1921 | ↘ 92               |
| 2009 | ↘ 31               |
| 2019 | ↘ 21               |